# Mekong-malle
Mekong-malle eller kæmpemalle (Pangasianodon gigas) er en malle i familien hajmaller.
Fisken er vægtmæssigt en af de største ferskvandsfisk i verden. Den er endemisk i Mekongfloden og er truet af udryddelse på grund af overfiskeri og opdæmninger af floden.
Den lever især i Lao delen af Mekong floden, hvor den er udryddelsestruet på grund af overfiskning og lavere vandkvalitet.
Fisken når en længde på 3 meter og en vægt på 150-200 kg i løbet af 5 år, med den højeste vægt på 293 kilogram.
I Laos kaldes den "Pa Beuk" og den er højt værdsat i det laotiske køkken.